# 5635 Cole
Az 5635 Cole (ideiglenes jelöléssel 1981 ER5) a Naprendszer kisbolygóövében található aszteroida. Schelte J. Bus fedezte fel 1981. március 2-án.